# Virgilius Altmann
Virgilius Altmann (9 de fevereiro de 1913 — 17 de outubro de 1943) foi um ciclista austríaco de ciclismo de estrada.
Altmann competiu nos Jogos Olímpicos de Verão de 1936 em Berlim, onde fez parte da equipe austríaca que terminou em quinto lugar no  contrarrelógio por equipes.
Foi morto em combate durante a Segunda Guerra Mundial.